# کودتای ۱۹۷۱ ترکیه
کودتای ۱۹۷۱ ترکیه (ترکی استانبولی: 12 Mart Muhtırası) که در ۱۲ مارس ۱۹۷۱ رخ داد، دومین مداخله نظامی بود که ۱۱ سال پس از کودتای ۱۹۶۰ انجام شد. این رویداد در بحبوحه تشدید منازعات داخلی رخ داد، اما در نهایت کاری برای متوقف کردن این پدیده انجام نداد.

## پیش زمینه
با پایان دهه ۱۹۶۰، خشونت و بی‌ثباتی ترکیه را درگیر کرد. رکود اقتصادی در اواخر آن دهه موجی از ناآرامی‌های اجتماعی را برانگیخت که با تظاهرات خیابانی، اعتصابات کارگری و ترورهای سیاسی همراه بود. جنبش‌های کارگری و دانشجویی جناح چپ تشکیل شد که در جناح راست توسط گروه‌های اسلام‌گرا و مبارز ملی‌گرای ترک با آنان مقابله می‌شد. چپگرایان به بمب‌گذاری، سرقت و آدم‌ربایی دست می‌زدند. از پایان سال ۱۹۶۸، و به‌طور فزاینده ای در طول سال‌های ۱۹۶۹ و ۱۹۷۰، خشونت‌های راست افراطی به ویژه از سوی گرگ‌های خاکستری از خشونت‌های جناح چپ پیشی گرفت. در جبهه سیاسی، دولت راست میانه حزب عدالت نخست‌وزیر سلیمان دمیرل، که مجدداً در سال ۱۹۶۹ انتخاب شد، نیز با مشکلاتی روبرو شد. جناح‌های مختلف درون حزب او برای تشکیل گروه‌های انشعابی مختص خود از هم جدا شدند و به تدریج اکثریت پارلمانی او را کاهش دادند و روند قانونگذاری را متوقف کردند.